# Hallisagar, Shahpur
Hallisagar là một làng thuộc tehsil Shahpur, huyện Gulbarga, bang Karnataka, Ấn Độ.